# Soldau (concentratiekamp)

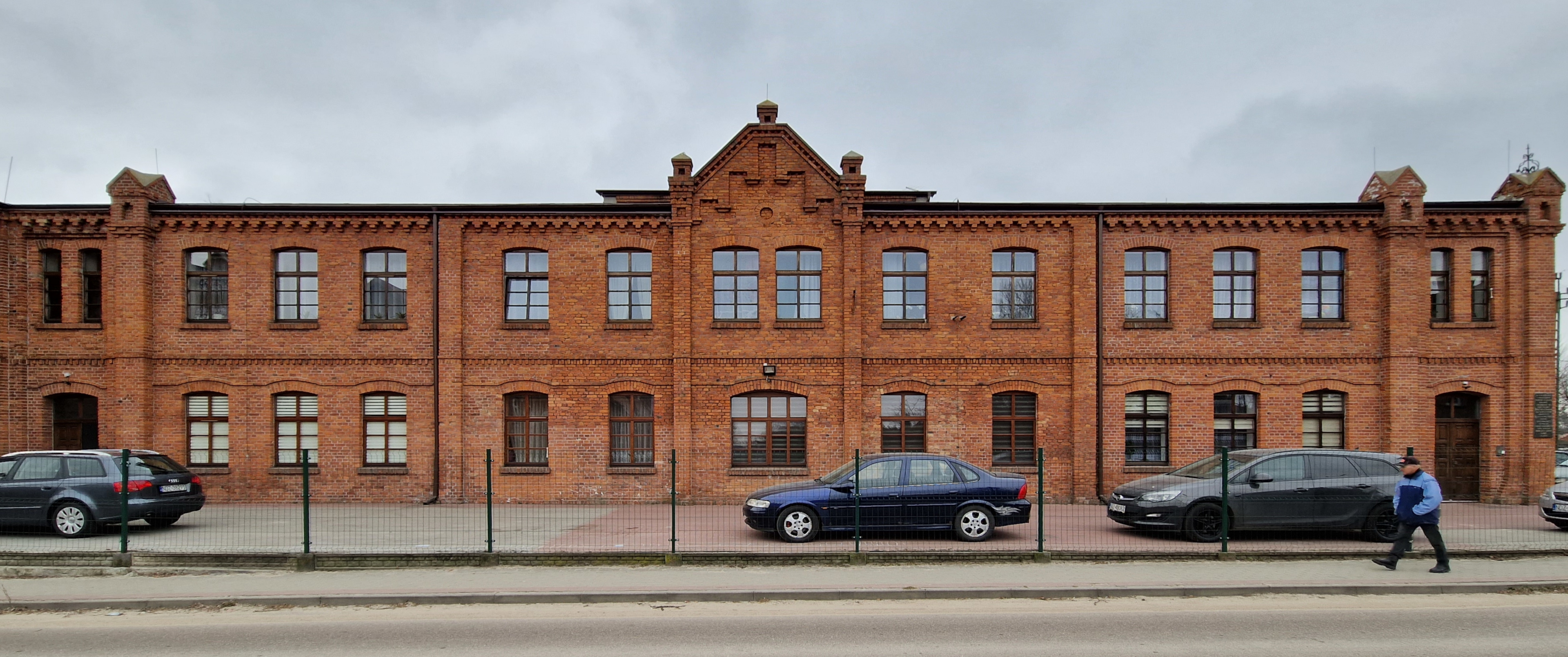
Soldau

Soldau was een door nazi-Duitsland opgezet concentratiekamp in Działdowo (Duits: Soldau). Nadat de Duitsers aan het begin van de Tweede Wereldoorlog Polen onder de voet hadden gelopen, lag het gebied officieel in Oost-Pruisen.

## Geschiedenis
Al vrij snel na de Duitse inval in Polen werden er op verschillende plaatsen krijgsgevangenenkampen ingericht. De kazerne van het
Poolse 32e Infanterieregiment in Soldau was een van die plaatsen. Deze deed slechts korte tijd dienst als krijgsgevangenenkamp, om daarna voor eveneens korte tijd gebruikt te worden als zogenaamd Selbschutzlager.
Otto Rasch moest, na goedkeuring van Reinhard Heydrich, op die plek in de winter van 1939-1940 een zogenaamd Durchgangslager ofwel doorgangskamp oprichten. Doel van het kamp was aanvankelijk niet zozeer het tijdelijk concentreren van gevangenen voor een verder transport, maar het heimelijk kunnen executeren van politieke tegenstanders. Al snel ging Soldau dienstdoen in het euthanasieprogramma Aktion T4. Patiënten uit sanatoria in Oost-Pruisen en het Regierungsbezirk Zichenau werden naar Soldau gedeporteerd en aldaar middels een gaswagen vergast. Tussen 21 mei en 8 juni 1940 werden er in totaal 1.558 gehandicapten vermoord.
Tijdens de zomer van 1941 werd het kamp gereorganiseerd. Het kreeg nu officieel de functie van een Arbeitserziehungslager. De gevangenen in het kamp werden gedwongen om arbeid te verrichten en werden op basis van geslacht in groepen onderverdeeld. Het kamp werd op 18 januari 1945 bevrijd door het oprukkende Rode Leger. Al snel begon de NKVD in het omliggende gebied met grootschalige arrestaties van verdachte Polen en Volksduitsers, die vervolgens gedeporteerd werden naar het pas net bevrijde kamp.
In totaal kwamen tussen de tien- en dertigduizend mensen om het leven in Soldau.

## Subkampen
Aan Soldau werden nadien ook drie subkampen toegevoegd, namelijk Ilowie, Nosarzewie en Mlawce.
Alfabetisch op naam.  Indien een kamp meerdere rollen had, staat het in de "hoogste" groep.
Zie ook: Lijst van naziconcentratiekampen · Jappenkampen in Nederlands-Indië · Lijst van jappenkampen